# Jamel Ali-Khodja
 (novembre 2020).
 (novembre 2020).
Jamel Ali-Khodja, né le 26 mai 1944 à Constantine, est un écrivain algérien. Il est auteur et professeur de littérature française et francophone à l'université de Constantine. 

## Biographie
Jamel Ali-Khodja est né le 26 mai 1944 à Constantine (Algérie). Il est issu d’une famille d’enseignants et d’écrivains, dont son oncle Malek Haddad. Avec sa mère, il parle le français et avec le reste de sa famille, le kabyle. 
Il a publié plusieurs nouvelles et quelques poésies dans la presse nationale et internationale. 
Il a un doctorat en littérature contemporaine lettres et arts.
Il est professeur de littérature française et francophone à l'université de Constantine.

## Inspiration
Pour l’écriture, Jamel Ali-Khodja a été inspiré par :
- son oncle Malek Haddad qui lui a appris la poésie. Le père de Malek, Slimane Haddad qui est son grand-père, lui a appris la rigueur.
- Mohammed Dib : il a préféré la deuxième trilogie car elle était plus réaliste, surtout La danse du roi (1968)
- Rachid Boudjedra : il a apprécié son écriture à propos de la révolte qui est désinvolte ainsi que la volonté de faire participer le lecteur dans le roman
- Flaubert pour son écriture sobre et sa précision des mots
- Céline pour son écriture désinvolte dans Voyage au bout de la nuit (1932)
- Kateb Yacine qui est ami avec Malek Haddad. Il a lu le premier roman de Jamel Ali-Khodja qui l’a perdu
- Jean Amrouche qui a été responsable de certaines négociations pendant la guerre d’Algérie

## Œuvres

### Romans
- La mante religieuse, Algérie, SNED, 1976[4].
- Le temps suspendu, Paris, Panthéon, 2009[5],[6].
- Constantine l’ensorceleuse, Paris, Panthéon, 2009[7].
- Raconte-moi Constantine, Saint-Denis, Edilivres, 2018[8].
- Des mots dérobés, Saint-Denis, Edilivres, 2018[9].

### Thèses
- L'Itinéraire de Malek Haddad : témoignage et proposition, avec RAYMOND Jean, Université de Provence, Thèse de doctorat de langue et littérature maghrébine, Université Aix-Marseille 1, 1981[10].
- L'enfant, prétexte littéraire dans le roman maghrébin des années 1950 aux années 1980, Thèse de doctorat de lettres et art, Université d'Aix-Marseille 1, [1998] 2001[11].